# Rudolf Reitler
Rudolf Reitler (* 3. Jänner 1865 in Wien; † 26. März 1917 ebenda) war ein österreichischer Arzt, Psychoanalytiker und Gründungsmitglied der Psychologischen Mittwoch-Gesellschaft in Wien.

## Leben
Rudolf Reitler stammte aus einer wohlhabenden römisch-katholischen Wiener Bürgerfamilie. Sein Vater, Marzellin Adalbert Reitler, war Schriftsteller und Eisenbahnbeamter. Marzellin Adalbert Reitler veröffentlichte eine Reihe von Schriften zur Rationalisierung des Eisenbahnwesens unter Berücksichtigung der „Sozialen Frage“. Der junge Rudolf Reitler besuchte das k.k. Akademische Gymnasium in Wien. Im Jahr 1883 legte er seine Maturitätsprüfung ab. Anschließend studierte er Medizin an der Universität Wien und beendete dieses Studium 1889 mit Erfolg. Während seines Studiums hörte er Vorlesungen bei Sigmund Freud. Rudolf Reitler gehörte mit Wilhelm Stekel, Alfred Adler und Max Kahane zu den Gründungsmitgliedern der Psychologischen Mittwoch-Gesellschaft. Er war im Jahr 1902 von Freud mit einer Postkarte zu einer ersten Diskussionsrunde eingeladen worden, aus der sich anschließend die Mittwoch-Gesellschaft entwickelte. Bei den wöchentlichen Treffen der Gesellschaft wurde schwarzer Kaffee und Kuchen gereicht. Auch Zigaretten und Zigarren standen zur Verfügung und wurden gerne konsumiert.
Nach Freud war Reitler der erste Arzt, der die Psychoanalyse anwendete. Reitler praktizierte in Baden bei Wien. Um die Jahrhundertwende eröffnete er eine zusätzliche Praxis im 1. Wiener Bezirk, wo er auch die „Thermal-Curanstalt“ leitete. Reitler bot hier eine „partielle Trocken–Heißluft–Behandlung“ nach dem „System Dr. Reitler“ an. Die unsicheren Erfolge dieser Behandlung ließen ihn zur Psychoanalyse greifen. In den Jahren zwischen 1910 und 1914 veröffentlichte Reitler mehrere kleine Beiträge und Rezensionen im Zentralblatt für Psychoanalyse. In einer Rezension von Wilhelm Stekels „Nervöse Angstzustände und ihre Behandlung“ beschrieb Reitler seinen Weg zur Psychoanalyse. Die Unsicherheiten der bisherigen Neurosentherapie und das Herumexperimentieren mit elektrischen und hydriatischen Behandlungen, mit klimatischen und diätetischen Kuren, ohne sich über das Ergebnis auch nur halbwegs sicher sein können, habe ein Ohnmachtsgefühl erzeugt, das ihn die neue Methode der Psychoanalyse versuchen lasse.
Rudolf Reitler nahm regelmäßig an den Vortragsabenden der Psychologischen Mittwoch-Gesellschaft (später: Wiener Psychoanalytische Vereinigung) teil. 
Reitler nutzte, im Unterschied zu Freud, die psychoanalytische Couch nicht in seinen Therapien.
Wegen einer schweren Geisteskrankheit musste sich Reitler im Jahr 1914 von allen Ämtern zurückziehen. Er starb im Jahr 1917, 52-jährig, in der Landes-Heil- und Pflegeanstalt für Geistes- und Nervenkranke „Am Steinhof“ in Wien.

### Nachruf
Im Nachruf der Internationalen Zeitschrift für ärztliche Psychoanalyse wurde Reitler posthum geschildert als Arzt mit musikalischen, zeichnerischen und photographischen Begabungen, der scharfsinnig beobachten konnte. Seine Bescheidenheit und seine Abneigung gegen Vordrängen und Erfolghaschen hätten verhindert, dass die volle Bedeutung seiner Persönlichkeit zur Geltung gekommen sei. Reitler wurde in diesem Nachruf als einer der ersten und bedeutendsten Vorkämpfer der Psychoanalyse bezeichnet, der es verdiene, einen Platz in der Geschichte zu erhalten.

### Protokolle Wiener Psychoanalytische Vereinigung

#### 1906–1908 Beiträge zur Hysterie
In den ersten Jahren der Psychologischen Mittwoch Gesellschaft zwischen 1902 und 1906 wurden keine Sitzungsprotokolle erstellt. Zwischen 1906 und 1908 (Band I der Protokolle) nahm Rudolf Reitler häufig an Vortragsabenden der Wiener Psychoanalytischen Vereinigung (Umbenennung der Psychologischen Mittwoch Gesellschaft in Wiener Psychoanalytische Vereinigung im Jahr 1908) teil und beteiligte sich an den sich an die Vorträge anschließenden Diskussionen. Am 13. Vortragsabend (13. Februar 1907) war Reitler der Vortragende und sprach über „Frühlingserwachen“ von Frank Wedekind. Beim Vortragsabend am 5. Dezember (9. Vortragsabend), bei dem über die Ursachen von Nervosität (Vortragender Eduard Hitschmann) gesprochen wurde, argumentierte Reitler in der Diskussion ausführlich. Seine Argumentation ist den Protokollen als Manuskript beigelegt. Reitler sagte, dass er in allen seinen Fällen von Hysterie organische Veränderungen des Zerebralsystems vorgefunden habe. Auch am 11. Vortragsabend (30. Januar 1907) zur „Ätiologie und Therapie der Neurosen“ (Vortragender Max Eitingon) äußerte sich Reitler ausgiebig zum Krankheitsbild der Hysterie. Die Sexualabwehr (die Verdrängung) sei bei der Hysterie missglückt. Auch habe er als ätiologisches Moment in allen Fällen Syphilis in der Aszendenz nachweisen können.

#### 1908–1910 Beiträge zur Neurosenlehre
Auch zwischen 1908 und 1910 (Band II der Protokolle) nahm Reitler gerne an den Vortragsabenden teil. Beim 82. Vortragsabend am 2. Juni 1909 sprach Alfred Adler zur „Einheit der Neurosen“. Reitler stellte als Antwort erste Vorstellungen einer Entwicklungsgeschichte der Neurosen vor. Die primärste Entwicklungsstufe der Neurose sei die Angstneurose im Sinne Freuds, die 2. Stufe sei der psychische Überbau über die Angstneurose, die Angsthysterie. Die 3. Stufe, die Zwangsneurose sei im Grunde genommen eine Angsthysterie, bei der eine Anzahl von Reaktionen (Schutzmaßregeln) gegen die unterdrückten, angsterzeugenden Vorstellungen auftrete. Die Zwangsneurose sei somit nichts anderes als eine weiter ausgebildete Angsthysterie. Am 2. März 1910 (99. Vortragsabend) hielt Reitler schließlich einen weiterführenden Vortrag zur „Entwicklungsgeschichte der Neurose“. Er stellte hier einen selbst skizzierten „Stammbaum der Neurosen“ vor.

#### 1910–1911 Beitrag zur Sexualsymbolik, Weiterentwicklung der Neurosenlehre
Von 1910 bis 1911 (Band III der Protokolle) war Reitler, von einer Ausnahme abgesehen, regelmäßig bei den Vortragsabenden. Am 31. Mai 1911 (145. Vortragsabend) referierte er zur „Sammelforschung über Sexualsymbolik.“ Er beteiligte sich regelmäßig an den Diskussionen, so zum Beispiel in der 114. Sitzung am 12. Oktober 1910, in der Isidor Sadger zur Thematik „Zur Psychologie des einzigen und des Lieblingskindes“ referierte und Reitler seine Neurosenlehre weiter entwickelte. In der 125. Sitzung am 4. Januar, in der Alfred Adler über die „Rolle der Sexualität in der Neurosenlehre“ sprach, stellte Reitler kritische Fragen zum Kern der Neurose.
Als Wohnort Rudolf Reitlers ist in den Protokollen die Dorotheergasse 6 in Wien I vermerkt. 

#### 1912–1918 Beitrag zur Onanie Debatte, Erkrankung Reitlers
Für die Jahre zwischen 1912 und 1918 (Band IV der Protokolle) fehlen etliche Protokolle. In der 161. Sitzung am 7. Februar 1912 referierte Rudolf Reitler gemeinsam mit Wilhelm Stekel zur Onanie-Debatte. Reitler beteiligte sich zwischen 1912 und 1913 an den Diskussionen. Beim 217. Vortragsabend am 14. Januar 1914 ist als Gast "Reitler Junior" vermerkt. Danach nahm Reitler nur noch selten an den Vortragsabenden teil. In der Sitzung vom 11. Oktober 1916 (fünfzehntes Vereinsjahr) wird vermerkt, dass ein Brief an Dr. Reitler geschrieben wurde, der an einer schweren Erkrankung litt.
Als Wohnorte Reitlers sind die Währinger Straße 18 sowie die Lackierergasse 1 (IX. Bezirk) vermerkt.

## Publikationen
- Thermal–Curanstalt, Baden 1900.
- Leitung des Wiener Psychoanalytischen Vereins (Hrsg.): Diskussion des Wiener psychoanalytischen Vereins: Über den Selbstmord, insbesondere den Schüler Selbstmord, mit Beiträgen von Alfred Adler, Prof. Sigmund Freud, Dr. J. K. Friedjung, Carl Furtmüller, Dr. Karl Molitor, Dr. Rudolf Reitler, Dr. I. Sadger, Dr. Wilhelm Stekel, Unus multorum, Verlag von J. F. Hermann Wiesbaden 1910, Beitrag Rudolf Reitler S. 19–23. Digitalisat
- Kritische Bemerkungen zu Dr. Adler's Lehre vom „männlichen Protest,“ Zentralblatt 1910/11,1:580–586. Digitalisat
- Zur Augensymbolik, Internationale Zeitschrift für ärztliche Psychoanalyse 1913,1:158–161.
- An Infantile Sexual Theory and its Relation to the Symbolism of Suicide. In: The Psychoanalytic review. New York: W.A. White & S.E. Jelliffe, 1913.
- Zu Eugen Bleulers Ansichten über den Sexualwiderstand. In: Internationale Zeitschrift für Psychoanalyse. Band 2. Leipzig, Wien, Zürich 1914, S. 67 f.

## Foto
- xwhos: Foto Rudolf Reitler